# Шабо, Федерико
Федерико или Фредерик Шабо (Federico Chabod или Frédéric Chabod; 22 февраля 1901 года, Аоста — 4 июля 1960 года, Рим) — итальянский историк. Членкор Британской академии (1957).

## Биография
Сын Лорана (фр. Laurent Chabod) из Вальсаваранша.
В 1930—1950-х годах — профессор университетов в Перудже, Милане и Риме. Автор ряда исторических статей, написанных для «Итальянской энциклопедии».
Близкий к антифашистской Партии действия, во время немецкой оккупации Италии (1943—1945) принимал активное участие в партизанском движении в области Валле-д'Аоста. В 1946 году, после предоставления этой области автономии, возглавил местное управление.
С 1947 года — директор Итальянского института исторических исследований в Неаполе.
В 1948—1960 годах — главный редактор журнала «Rivista storica italiana».

## Научное наследие
На его исторические взгляды во многом повлияла этико-политическая концепция Б. Кроче. В центре научных интересов — мир политических идей и их носителей — мыслителей и правящей элиты. Главной чертой, определяющей облик той или иной исторический эпохи, считал особый, господствующий только в данную эпоху «дух» (то есть идеи и морально-психологического склад людей), проявляющийся в различных сферах жизни общества — от искусства до экономики.
Автор многочисленных работ, посвященных эпохе Возрождения, которую он рассматривал в основном как культурный феномен. В наиболее известной его работе — «История внешней политики Италии с 1870 по 1896 г.» (вышел только 1-й том) — воссоздана чрезвычайно широкая и многогранная картина идейной и политической жизни Италии после объединения.

### Труды
- Lo stato di Milano nell’impero di Carlo V. Roma, 1934.
- Storia della politica estera italiana dal 1870 al 1896, v. 1 — Le premesse. Bari, 1951.
- Storia dell’idea d’Europa. Bari, 1962.
- Scritti su Machiavelli. Torino, 1964.
- L’idea di nazione. Bari, 1967.
- L’Italia contemporanea (1918—1948). 3 ed. Torino, 1970.